# تریستان دورم
تریستان دورم (به فرانسوی: Tristan Derème) نویسنده قرن نوزدهم میلادی اهل فرانسه بود.